# Cyril Gardner
Pour les articles homonymes, voir Gardner.
Cyril Gardner est un acteur, monteur, producteur, réalisateur et scénariste américain d'origine française, né Cyril Maurice Ignace Gottlieb le 30 mai 1897 à Paris 2e et mort le 30 décembre 1942 à Los Angeles (quartier d'Hollywood) en Californie.

## Biographie
Émigré très jeune aux États-Unis où il s'installe définitivement, il obtient la citoyenneté américaine sous le nom de Cyril Gardner. Il débute adolescent au cinéma comme acteur, dans quinze courts métrages muets américains, sortis de 1913 à 1915. Le premier est Bread Cast Upon the Waters de Thomas H. Ince (1913, avec Charles Ray). Suivent notamment An Orphan of War de Francis Ford (1913, avec le réalisateur) et The Adventures of Shorty de Francis Ford et Scott Sidney (1914, avec Shorty Hamilton).
Puis il est monteur de treize autres films américains (douze muets) sortis à partir de 1918, auxquels s'ajoute le film muet canadien L'Instinct qui veille de David Hartford (1919, avec Wheeler Oakman). Le dernier qu'il monte est L'Intruse d'Edmund Goulding, premier film parlant de Gloria Swanson, sorti en 1929.
Dans un troisième temps, il est réalisateur de six films parlants américains (1930-1932), dont The Royal Family of Broadway (1930, avec Ina Claire et Fredric March), coréalisé par George Cukor, et Reckless Living (1931, avec Ricardo Cortez et Mae Clarke) qu'il produit. Enfin, il réalise trois films britanniques (1933-1935), dont Le Parfait Accord (1933, avec Gloria Swanson et Laurence Olivier).
Signalons aussi quatre films comme scénariste. Les deux premiers, américains, sont Two Arabian Knights de Lewis Milestone (1927, avec William Boyd et Mary Astor) et Reckless Living pré-cité. Les deux suivants, britanniques, sortent respectivement en 1934 et 1936.
Cyril Gardner meurt prématurément fin 1942, à 44 ans, d'une crise cardiaque.

## Filmographie
(films américains, sauf mention contraire)

### Acteur (sélection)
(courts métrages)
- 1913 : Bread Cast Upon the Waters de Thomas H. Ince : James Hamilton
- 1913 : The Drummer of the 8th de Thomas H. Ince : Billy Durand
- 1913 : An Orphan of War de Francis Ford : Tom Waldron
- 1913 : The Bondsman de Charles Giblyn : Cyril
- 1913 : An Indian's Honor de Jack Conway et Frank Montgomery : Cyril
- 1914 : The Adventures of Shorty de Francis Ford et Scott Sidney : Cyril
- 1914 : Freckles de Scott Sidney : rôle-titre
- 1915 : The Doll-House Mystery de Chester M. Franklin et Sidney Franklin

### Monteur (sélection)
- 1918 : Prisoners of the Pines d'Ernest C. Warde
- 1919 : L'Instinct qui veille (Back to God's Country) de David Hartford (film canadien)
- 1920 : Greater Than Fame (en) d'Alan Crosland
- 1924 : Sundown de Laurence Trimble et Harry O. Hoyt
- 1924 : The Love Master de Laurence Trimble
- 1925 : Déclassé (titre original) de Robert G. Vignola
- 1925 : The Marriage Whirl d'Alfred Santell
- 1926 : Mademoiselle Modiste (titre original) de Robert Z. Leonard
- 1928 : La Roue du destin (Wheel of Chance) d'Alfred Santell
- 1928 : Out of the Ruins (en) de John Francis Dillon
- 1929 : L'Intruse (The Trespasser) d'Edmund Goulding

### Réalisateur (intégrale)
- 1930 : Grumpy, coréalisé par George Cukor
- 1930 : Cascarrabias (version espagnole de Grumpy)
- 1930 : Only Saps Work (en), coréalisé par Edwin H. Knopf
- 1930 : El cuerpo del delito, coréalisé par A. Washington Pezet (version espagnole de The Benson Murder Case de Frank Tuttle, 1930)
- 1930 : The Royal Family of Broadway, coréalisé par George Cukor
- 1931 : Reckless Living (en) (+ producteur et scénariste)
- 1932 : Doomed Battalion
- 1933 : Le Parfait Accord (Perfect Understanding) (film britannique)
- 1934 : Big Business (+ scénariste) (film britannique)
- 1935 : Widow's Might (film britannique)

### Scénariste (sélection)
- 1927 : Two Arabian Knights de Lewis Milestone